# Wellstedia dinteri
Wellstedia dinteri är en strävbladig växtart. Wellstedia dinteri ingår i släktet Wellstedia och familjen strävbladiga växter.

## Underarter
Arten delas in i följande underarter:
- W. d. dinteri
- W. d. gracilior